# The Power of the Dog
Pour plus de détails, voir Fiche technique et Distribution.
The Power of the Dog, ou Le Pouvoir du chien au Québec, est un film multinational écrit, coproduit et réalisé par Jane Campion, sorti en 2021. Il s'agit de l'adaptation du roman américain de Thomas Savage (1967).
Il est sélectionné et présenté en avant-première, le 2 septembre 2021, à la Mostra de Venise, où Jane Campion obtient le Lion d'argent de la meilleure réalisatrice. Il remporte également trois Golden Globes dont celui du meilleur film dramatique, ainsi que l'Oscar de la meilleure réalisation pour Jane Campion lors de la 94e cérémonie des Oscars, le 27 mars 2022.
Le titre est un emprunt au psaume 22:21 : « Protège mon âme contre le glaive, ma vie contre le pouvoir des chiens ! ». Dans la traduction française de 2019, le verset en exergue au roman est traduit ainsi : « Délivre mon âme de l'épée / Et mon être aimé, du pouvoir du chien. »

## Synopsis
Le film s'ouvre sur une voix off qui déclare, encore pendant le générique :  

« Après la mort de mon père, je ne voulais qu'une chose : le bonheur de ma mère. Quel homme serais-je si je n'aidais pas ma mère ? »

Montana, 1925 : tous deux dans le début de la quarantaine, les frères Burbank, l'aîné Phil (Cumberbatch) et George (Plemons) de deux ans son cadet, exploitent ensemble le plus vaste et prospère ranch de l'État, qui emploie deux domestiques (Lemon et McKenzie) et plusieurs cow-boys. Grand, athlétique et peu porté sur l'hygiène personnelle, Phil (qui a fait de brillantes études à Yale avant de reprendre en mains les activités quotidiennes du ranch, que ses parents abandonnaient pour aller vivre dans un hôtel de Salt Lake City) est un homme brillant et dur qui vénère la mémoire de Bronco Henry, le cowboy qui fut son mentor dans sa jeunesse. Trapu et replet, George s'avère être un homme doux et sensible, toujours bien habillé, qui s'occupe de la comptabilité et de l'administration du domaine. Alors qu'ils mènent un troupeau vers la gare d'une ville proche, ils s'arrêtent dans une auberge tenue par Rose (Dunst), une aubergiste veuve d'un médecin suicidé et son fils adolescent Peter (Smit-McPhee). La rencontre ne se passe pas bien, Phil se moquant ouvertement de l'aspect efféminé de Peter, et ne cachant pas son mépris. Plus tard dans la soirée, George vient consoler Rose, blessée par les insultes envers son fils. Par la suite, ils se fréquentent, sur une base hebdomadaire.
Sans en parler à Phil, George décide d'épouser Rose, ce qui déplaît fortement à son frère, qui ne voit en elle qu'une intrigante attirée par leur fortune. Voulant devenir chirurgien, Peter reste en ville pour ses études de médecine. Au ranch, Phil se montre méprisant et brutal envers Rose au quotidien, et n'hésite pas à la ridiculiser devant les cow-boys, les parents Burbank (Conroy et Carroll), et même le gouverneur de l'État (Carradine). George étant très souvent absent pour les affaires du ranch, Rose se retrouve régulièrement presque seule avec cet homme qui lui est si hostile. Un lapin, ramené à la maison et qui enchante Rose, est froidement disséqué par Peter au prétexte de s'initier à la chirurgie.
Un jour, alors qu'il est au ranch pour les vacances d'été, Peter découvre une clairière dans laquelle Phil vient se réfugier. Ce dernier s'y baigne seul, loin du regard de ses cow-boys. Le jeune homme découvre un abri de fortune dans lequel des magazines montrant des hommes nus sont cachés. L'un de ces magazines est dédicacé par Bronco. Phil détecte la présence de l'intrus et le chasse, mais on comprend que Phil est un homosexuel refoulé qui hait son état, ce pourquoi il se montre aussi misanthrope, cruel et « chien » envers tout ce qui n'incarne pas à ses yeux une vision idéalisée (voire toxique) de la masculinité.
Rose cherche dans l'alcool un refuge face à la méchanceté de son beau-frère, qui ne la laisse jamais en paix, et elle devient rapidement alcoolique. Après quelque temps, Phil commence cependant à se rapprocher de Peter, voulant « en faire un homme », rapprochement qui contrarie beaucoup sa mère. Tel Bronco en son temps, Phil apprend à Peter comment monter à cheval et promet de lui fabriquer un lasso en cuir. Une vraie complicité s'installe graduellement entre l'homme bourru et le frêle adolescent. Un jour, Peter découvre la carcasse d'une vache, morte de la maladie du charbon, dans les collines, et en prenant soin d'enfiler des gants, il prélève avec un scalpel une partie de sa peau. Quelques jours après, alors qu'il travaille avec Phil à l'érection d'une clôture, un jeune lapin passe devant eux se réfugier sous une pile de matériaux, et Phil se blesse sérieusement à la main en voulant l'attraper. À sa grande surprise, Phil voit Peter attraper le lapin, qui est blessé à une patte, pour le cajoler tendrement avant de lui rompre la nuque d'un coup sec.
Un peu plus tard, viennent au ranch des Indiens, qui passent parfois y essayer d'acheter des peaux. Phil est absent, mais on sait au ranch qu'en raciste assumé, il ne veut jamais leur vendre des peaux, même si elles ne lui servent à rien (puisqu'il les brûle). Ces gens sont donc renvoyés, mais Rose, qui est sous l'emprise de l'alcool, les rattrape et leur dit de prendre les peaux, pour lesquelles, en échange, les autochtones lui offrent une paire de gants ouvragés. Phil est furieux de la disparition des peaux en tant que telle, mais aussi parce qu'il n'a plus de cuir à sa disposition pour terminer, malgré sa blessure à la main qui cicatrise mal, le lasso qu'il a promis à Peter. Peter lui présente alors les lanières de cuir qu'il avait mises de côté, celles de la bête infectée, et que Phil s'empresse de ramollir dans une bassine d'eau pour les préparer à être tressées, s'infectant lui-même par sa main ensanglantée. Phil termine le lasso durant la nuit (promesse qu'il veut tenir car Peter doit partir le lendemain), sous les yeux de Peter, alors que semble passer un fort courant érotique, presque pervers de la part de Peter, entre eux.
Le lendemain, Phil ne quitte pas son lit. George découvre qu'il semble gravement malade et l'emmène en ville, où il décède. Le jour de l'enterrement, le médecin dit à George qu'il doit encore faire des analyses, mais qu'il soupçonne fortement Phil d'être mort de la maladie du charbon, ce qui surprend beaucoup George, car Phil, qui par vanité ne portait jamais de gants, évitait notoirement tout contact avec des bêtes atteintes de la maladie du charbon. On comprend alors que les lanières de cuir que Peter avait données à Phil provenaient de la bête morte qu'il avait trouvée et qui était infectée par le bacille du charbon. Lorsque Georges et Rose rentrent de l'enterrement, on voit Peter, muni d'une paire de gants de protection, tenir et admirer le lasso fatidique, avant de le glisser sous son lit. Observant par la fenêtre sa mère et son beau-père s'enlacer, le jeune homme, qui s'était servi de son intelligence pour délivrer sa mère tant aimée du pouvoir du « chien » qui la torturait, esquisse un sourire satisfait, surtout quand il ouvre une bible (c'est l'unique fois qu'il l'ouvre devant nous) cherchant les versets du psaume de David :

« Délivre mon âme de l'épée / Et mon être aimé, du pouvoir du chien. »

## Fiche technique
Sauf indication contraire, les informations mentionnées dans cette section peuvent être confirmées par la base de données cinématographiques IMDb,  présente dans la section « Liens externes ».
- Titre original : The Power of the Dog
- Titre québécois : Le Pouvoir du chien
- Réalisation : Jane Campion
- Scénario : Jane Campion, d'après le roman de Thomas Savage
- Musique : Jonny Greenwood
- Direction artistique : Matt Austin, Nick Connor, George Hamilton et Mark Robins
- Décors : Grant Major
- Costumes : Kirsty Cameron
- Photographie : Ari Wegner
- Montage : Peter Sciberras
- Production : Jane Campion, Iain Canning, Roger Frappier, Tanya Seghatchian et Emile Sherman
- Production déléguée : Rose Garnett, Simon Gillis et John Woodward
- Sociétés de production : See-Saw Films ; Brightstar, Max Films International et BBC Film (coproductions)
- Société de distribution : Netflix
- Pays de production :  Nouvelle-Zélande,  Australie,  Canada,  États-Unis,  Royaume-Uni
- Langue originale : anglais
- Format : couleur
- Genres : drame, romance, western
- Durée : 126 minutes
- Dates de sortie :
  - Italie : 2 septembre 2021 (Mostra de Venise)
  - France : 14 octobre 2021 (Festival Lumière)
  - Australie, Nouvelle-Zélande : 11 novembre 2021 (sortie limitée)
  - États-Unis : 17 novembre 2021 (sortie limitée)
  - Monde : 1er décembre 2021 (Netflix)

## Distribution
- Benedict Cumberbatch (VF : Sylvain Agaësse) : Phil Burbank
- Kirsten Dunst (VF : Claire Beaudoin) : Rose Gordon
- Jesse Plemons (VF : Damien Boisseau) : George Burbank
- Kodi Smit-McPhee (VF : Gauthier Battoue) : Peter Gordon
- Thomasin McKenzie : Lola
- Genevieve Lemon : Mlle Lewis
- Keith Carradine (VF : Jean Barney) : le gouverneur Edward
- Frances Conroy (VF : Anne Rochant) : Mme Burbank, surnommée « la vieille »
- Peter Carroll : Mr Burbank, surnommé « le vieux »
- Alison Bruce : la femme du gouverneur Edward
- Sean Keenan : Sven
- Adam Beach : Edward Nappo
- Maeson Stone Skuccedal : le fils d'Edward Nappo
- Alice Englert : Buster
- Karl Willetts : Bill

Version française
- - Studio de doublage : Cinéphase
  - Direction artistique : François Dunoyer

## Production

### Genèse et développement
En mai 2019, on annonce que Jane Campion est en train d'adapter le roman Le Pouvoir du chien (The Power of the Dog) du romancier américain Thomas Savage pour son prochain long métrage,.

### Attribution des rôles
En mai 2019, on révèle que Jane Campion a choisi Benedict Cumberbatch et Elisabeth Moss pour ce prochain long métrage,. En fin septembre, Paul Dano est engagé à joindre ces deux acteurs. En octobre, on confirme Kirsten Dunst qui remplace Elisabeth Moss ayant refusé pour conflits d'emploi du temps. En novembre, Paul Dano a abandonné le projet en raison de son autre projet The Batman ; il est remplacé par Jesse Plemons.
En février 2020, on ajoute que Thomasin McKenzie, Kodi Smit-McPhee, Frances Conroy, Keith Carradine, Peter Carroll et Adam Beach sont également engagés.

### Tournage

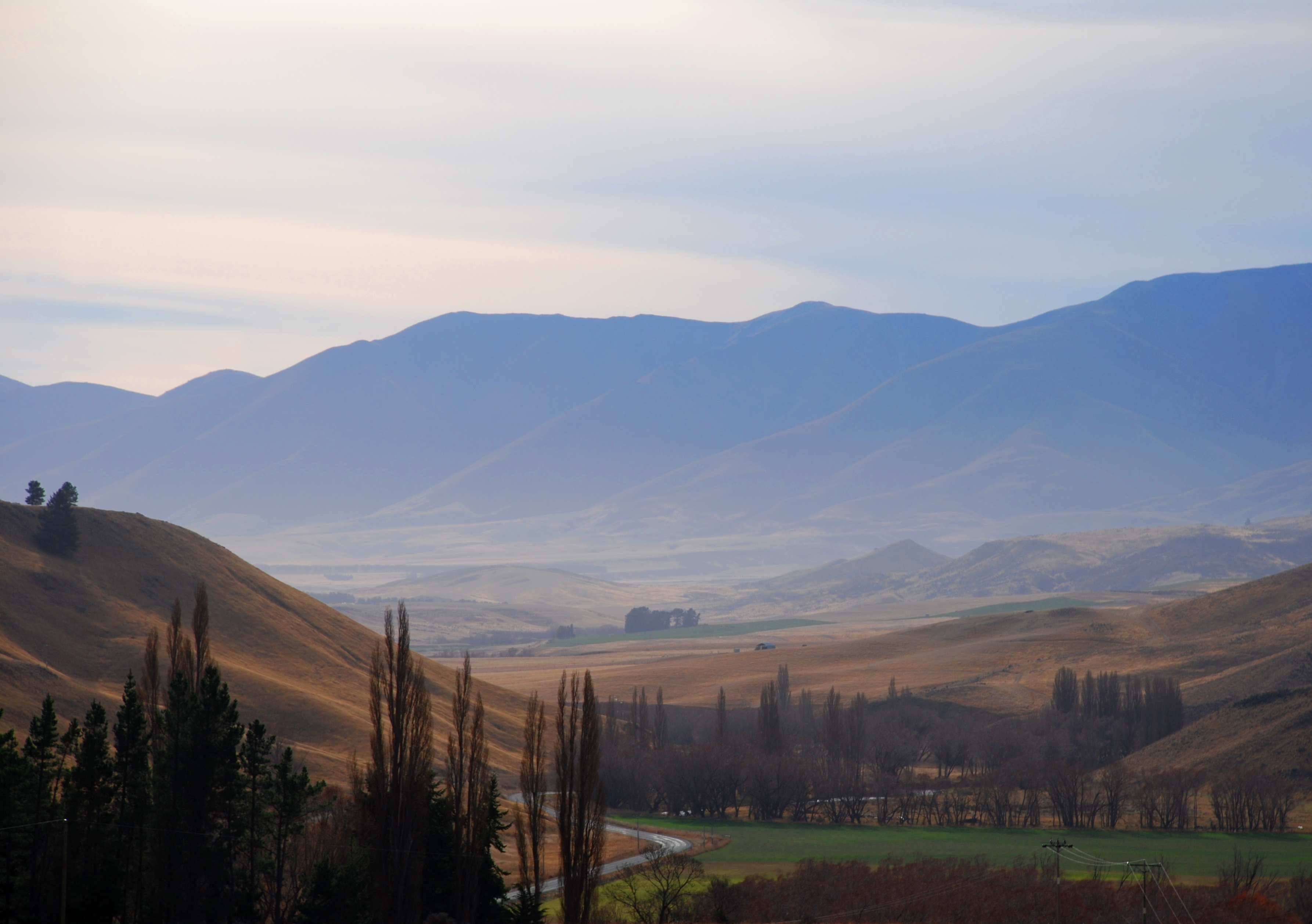
La plaine de Maniototo, en pleine région d'Otago.

Le tournage a lieu en Nouvelle-Zélande (il débute le 10 janvier 2020), dans la plaine de Maniototo (en), en pleine région d'Otago, ainsi que la ville côtière de Dunedin et à Auckland. La production est suspendue en raison de la pandémie de Covid-19, et Benedict Cumberbatch, Kirsten Dunst et Jesse Plemons restent en Nouvelle-Zélande pendant le confinement du pays. Les visas étant accordés pour les membres de l'équipe, le tournage reprend le 22 juin. Il s'achève le 15 juillet.
Avant le tournage, Benedict Cumberbatch, poussé par la réalisatrice Jane Campion, passe deux mois dans le Montana afin de découvrir la vie dans un ranch et s'entraîner à diverses activités présentes dans le film, comme monter à cheval et gérer un troupeau de bétail. Pendant le tournage, la réalisatrice invite Benedict à jouer son rôle 24 heures sur 24, même en dehors des heures de tournage. Elle présente d'ailleurs l'acteur à l'équipe de tournage par le prénom du personnage « Phil » en disant : « Vous rencontrerez Benedict à la fin. Benedict est vraiment gentil. Phil est Phil. » Également pendant cette période, pour coller à son personnage (Phil Burbank), Benedict cesse de se laver, Phil se souciant peu de l'hygiène.

## Accueil

### Festivals et sorties
Le film est présenté en avant-première, le 2 septembre 2021, à la Mostra de Venise, ainsi qu'au Festival international du film de Toronto dans la catégorie « Special Presentation » et au Festival du film de Telluride dans le même mois,. À la fin de ces événements, le film projeté aux festivals à Charlottesville, à Londres, Middleburg, Mill Valley, Montclair, New York, San Diego, San Sebastian, Savannah et Zurich.
Le film bénéficie d'une sortie limitée en Australie et en Nouvelle-Zélande le 11 novembre puis aux États-Unis et au Royaume-Uni le 17 novembre 2021, avant la diffusion mondiale sur Netflix le 1er décembre 2021,.

### Critiques
Sur le site Rotten Tomatoes, le film obtient un tomatometer de 95 %, sur la base de 288 critiques.
En France, le site Allociné recense une moyenne des critiques presse de 3.9⁄5.
Sandra Onana de Libération avoue que « ce western tout en oscillations, tremblements sublimes et sensualité sourde est l’un des plus beaux films offerts par cette fin d’année », tout comme Sophie Grassin de L'Obs ajoutant que « cette élégie superbe, à la fois machiavélique et délétère, prend le temps qu’il faut pour nous mener sur la piste de pulsions homoérotiques refoulées, mais pas que… ». En revanche, Bruno Deruisseau des Inrockuptibles prévient que le film « ne raconte rien d’autre que la façon dont deux personnages en apparence fermés l’un à l’autre vont progressivement s’ouvrir, accepter d’être bouleversés par l’expérience de l’autre et s’apprivoiser, dans une dynamique mêlant érotisme et mutation du désir de domination en une forme d’amour refoulé ».
Clarisse Fabre du Monde le qualifie d'« un drame calibré et sans surprise sur une masculinité toxique ».

## Distinctions

### Récompenses
- Mostra de Venise 2021 : Lion d'argent du meilleur réalisateur pour Jane Campion
- Critics' Choice Movie Awards 2022 :
  - Meilleur film
  - Meilleure réalisation pour Jane Campion
  - Meilleur scénario adapté pour Jane Campion
  - Meilleure photographie pour Ari Wegner
- Golden Globes 2022 :
  - Meilleur film dramatique
  - Meilleure réalisation pour Jane Campion
  - Meilleur acteur dans un second rôle pour Kodi Smit-McPhee
- BAFTA 2022 :
  - Meilleur film
  - Meilleure réalisation pour Jane Campion
- Oscars 2022 : Meilleure réalisation pour Jane Campion

### Nominations
- Critics' Choice Movie Awards 2022 :
  - Meilleur acteur pour Benedict Cumberbatch
  - Meilleur acteur dans un second rôle pour Kodi Smit-McPhee
  - Meilleure actrice dans un second rôle pour Kirsten Dunst
  - Meilleure distribution
  - Meilleur montage pour Peter Sciberras
  - Meilleure musique de film pour Jonny Greenwood
- Golden Globes 2022 :
  - Meilleur scénario
  - Meilleur acteur dans un film dramatique pour Benedict Cumberbatch
  - Meilleure actrice dans un second rôle pour Kirsten Dunst
  - Meilleure musique de film pour Jonny Greenwood
- Oscars 2022 :
  - Meilleur film
  - Meilleur acteur pour Benedict Cumberbatch
  - Meilleur acteur dans un second rôle pour Kodi Smith-McPhee
  - Meilleur acteur dans un second rôle pour Jesse Plemons
  - Meilleure actrice dans un second rôle pour Kirsten Dunst
  - Meilleur scénario adapté
  - Meilleure photographie
  - Meilleur montage
  - Meilleur son
  - Meilleurs décors
  - Meilleure musique de film
- BAFA 2022 :
  - Meilleur acteur pour Benedict Cumberbatch
  - Meilleur acteur dans un second rôle pour Jesse Plemons et Kodi Smit-McPhee
  - Meilleur scénario adapté
  - Meilleure photographie
  - Meilleure musique de film